# Jean Lefebvre de Cheverus
Jean-Louis Anne Madelain Lefebvre de Cheverus (28 de janeiro de 1768 - 19 de julho de 1836) foi um cardeal francês, arcebispo de Bordeaux.

## Biografia
Nascido em Mayenne, região de Le Mans, na França, era filho de Jean-Vincent Lefebvre de Cheverus e Anne Lemarchand de Noyers. Realizou seus estudos iniciais no Collége de Louis-le-Grand, passando para o Seminário de St. Magloire de Paris e concluindo seus estudos na Sorbonne de Paris.
Foi ordenado padre em 18 de dezembro de 1790, por Antoine-Eleanore-Léon LeClerc de Juigné, arcebispo de Paris. Realizou o trabalho pastoral na diocese de Le Mans, da qual era vigário geral em janeiro de 1792; cânone do capítulo da catedral de Mayenne, até que, recusando-se a apoiar a Constituição Civil do Clero, foi preso em Laval, no convento dos Cordeliers, em junho de 1792. Escapou da prisão, chegando na Inglaterra em 11 de setembro de 1792, quando foi contratado no ensino e ministrou lá para refugiados franceses, entre 1792 e 1796. Viajou para os Estados Unidos e chegou em Boston em 3 de outubro de 1796, realizando o trabalho missionário entre os índios de Penobscot e outros fiéis no Maine e Massachusetts, entre 1796 e 1808.
Eleito primeiro bispo de Boston em 8 de abril de 1808, sendo consagrado em 1 de novembro de 1810, na pró-catedral de São Pedro, em Baltimore, por John Carroll, arcebispo de Baltimore, assistido por Leonard Neale, arcebispo-titular de Gortina e arcebispo-coadjutor de Baltimore, e por Michael Francis Egan, O.F.M., bispo de Filadélfia, a bula papal de nomeação não chegou até lá. Administrador apostólico da Arquidiocese de Nova Iorque, entre 1810 e 1815. Com a perda iminente de saúde, foi feita uma justificativa válida de sua convocação para a França, sendo transferido para a Diocese de Montauban, na França, em 3 de maio de 1823.
Foi promovido à sé metropolitana de Bordeaux em 2 de outubro de 1826. Nomeado Par do Reino francês nesse mesmo ano. Recusou o cargo de ministro das Relações Eclesiásticas oferecido pelo rei Carlos X da França em 1826. Conselheiro de Estado, em 1828. Comendador da Ordem do Espírito Santo em 1830.
Criado Cardeal-presbítero no Consistório de 1 de fevereiro de 1836, mas morreu em 19 de julho, antes de receber o chapéu vermelho e o título cardinalício, quatro dias após sofrer uma apoplexia e paralisia, em Bordeaux. Foi velado e enterrado na catedral metropolitana de Bordeaux.